# 레디 고!
《레디고!》는 1997년 11월 7일부터 1998년 1월 11일까지 방영된 MBC 드라마이다.
이 드라마는 《우리들의 천국》 이후 맥이 끊긴 MBC 캠퍼스 드라마를 부활시켰지만 방영 당시 각 방송사가 IMF 한파에 드라마 편수를 줄이기로 한 협의로 인한 희생양이 되어 애초 계획과는 달리 8화만에 조기 종영되었다. 대학의 영화 써클 'Ready Go!'를 중심으로 한 젊은이들의 우정, 연애, 꿈을 그린 청춘 드라마이다. 3회에서는 당시 원빈의 소속사 선배이기도 했던 장동건이 형 역으로 우정 출연하였다.
그 후 3개월 1998년 4월 17일 금요일 수목드라마 방송이었던 육남매 금요일 저녁7시30분 금요드라마가 빈자리로 채웠다

## 방송 일정
| 방송 채널 | 방송 기간                          | 방송 시간                 | 비고 |
| MBC TV    |                                    |                           |      |
| --------- | ---------------------------------- | ------------------------- | ---- |
| MBC TV    | 1997년 11월 7일 ~ 1997년 12월 26일 | 매주 금요일 저녁 7시 30분 |      |
| MBC TV    | 1998년 1월 11일                    | 매주 일요일 낮 1시        |      |

## 등장 인물

### 주요 인물
- 원빈 : 한승주 역

부자집 아들로 곱게 자랐지만 형의 죽음 이후 집에서 나와 혼자 산다. 밴드 '더 플라이'의 리더였던 형 승우는 오토바이 사고로 죽었으며 '예정된 이별'이라는 곡을 승주에게 남긴다. '진짜 자유'에 대해 논했던 형을 잃은 터라 가끔씩 형에 대한 생각에 잠긴다. 동아리에서 제작하는 단편영화에 삽입될 음악으로 형이 남긴 노래를 서경과 듀엣으로 부르고, 그녀에게 자꾸 눈이 간다. 찬기와는 도서관에서 책을 빌리다가 처음 마주치지만 서로 성격도 코드도 맞지 않아 강의실에서나 동아리에서나 사이가 좋지 않다. 오토바이를 즐겨타고 어두침침한 카페 같은 집에 살며, 수업도 자주 빠지는 듯하지만 놀랍게도 성적은 좋다. 친구들의 말을 빌리지면 "맨날 폼난 잡는 것 같더니 과톱"인 그는 동아리 내의 이론가다. "표현주의를 어떻게 더 쉽게 설명해"라며 찬기의 심사를 뒤튼다.
- 차태현 : 박찬기 역

대학에 갓 들어와 퀸카 주디에게 반한다. 주디가 있는 영화 동아리 '레디 고'에 가이바지만 여자때문에 들어온 회원이라고 무시하는 서경이 고깝다. 하지만 아르바이로 바쁜 서경의 사정을 알게 되고 동아리 과제 영상물에 서경의 모습을 찍어 화해를 청한다. 학사경고를 받고 부모님을 모셔와야 할때는 학교앞 카페를 운영하는 고학번 선배를 대동하는 찬기지만 서경과 승주에게 공부못하는 사실을 들키자 자존심이 상한다. 서경을 위해 깜짝 생일파티를 열어주고 서경과 같은 수업을 듣기 위해 동분서주한다. 학점이 잘 나오는 '인간과 문화'를 신청하려 하지만 폐강 위기에 처한 노 교수의 '역사철학' 수업을 선택하고는 곧 후회한다. 고러나 결국 모두와 함께 역사 철학을 듣게 되다. 친구들에게 "키는 작고 입술이 두껍다", "돌쇠같이 생겼다," "귀엽다"는 말을 듣는다.
- 윤손하 : 이서경 역

똑똑하고 성격 좋은 서경은 남자 선배들에게 형이라고 부르는 사회학과의 전형적인 털털한 여학생이다. 등록금을 벌기 위해 도서관 근로부터 편의점까지 여러 아르바이트를 하고 있다. 같은 방을 쓰는 룸메이트 주디는 서경을 라이벌로 생각한다. 서경 입장에서는 득이 될것 없이 신경만 고달픈 친구이다. 하지만 조용히 마음을 써주는 친구도 있다. 민주(김현주)는 서경과 찬기 사이의 오해를 풀어주기 위해 노력하고, 아르바이트로 바쁜 서경이 친구들과도 어울릴 수 있도록 배려한다. 동아리 친구들과 어울려 뒤풀이 가본 지도 오래되어 소외감을 느끼된 서경은 "친구들의 관심을 끌려고 한다"는 찬기의 말에 상처를 받지만 결구 화해하고 좋은 친구가 된다. 공부는 안하고 놀러 다니는 찬기를 대신해 쪽글을 대신 써주기도 한다. 승주와 함께 노래를 부르면서 점점 더 가까워지지만 찬기나 승주 누구 하나를 꼭 집어 좋아하는 것은 아니다.

### 그 외 인물
- 김현주 : 민주 역
- 진재영 : 주디 역
- 박준희
- 손영준
- 전재룡
- 김혁
- 이승연
- 이범수
- 구본승
- 김광필
- 박상아
- 오서운
- 정의갑
- 김태우
- 권오중
- 이승형
- 남성훈 : 한승주의 아버지 역
- 최우혁
- 정보석
- 이창훈
- 손창민
- 정선경
- 김지수
- 변우민
- 이세창
- 박용우
- 최정윤
- 최강희
- 강성민
- 이민영
- 오승택
- 정윤지
- 이상인
- 강성연
- 구혜진
- 김세아
- 유서진
- 노희지
- 전성초
- 서재경
- 이춘교
- 김정은
- 조명식

### 우정출연
- 장동건 : 한승호 역 - 승주의 형 (3회)

## 방영목록
제1화 월리를 찾아라
제2화 라이벌
제3화 승주의 노래
제4화 수강전쟁
제5화 고품질시대
제6화 아주 작은것 부터
제7화 겨울 MT에 관한 보고서(전편)
제8화 겨울 MT에 관한 보고서(후편)(최종회)

## OST

### 레디 고! OST
| #   | 제목                       | 작사   | 작곡   | 가수   | 재생 시간 |
| --- | -------------------------- | ------ | ------ | ------ | --------- |
| 1.  | 〈레디고1〉                | 김방희 | 최완희 | 김돈규 | 4:05      |
| 2.  | 〈미분〉                   | 김방희 | 최완희 | 김돈규 | 3:50      |
| 3.  | 〈예정된 이별〉            | 김방희 | 최완희 | 김돈규 | 4:02      |
| 4.  | 〈만가지의 시〉            | 최수정 | 최수정 | 우노   | 3:50      |
| 5.  | 〈Sad Theme (Piano Solo)〉 |        | 신원철 |        | 2:25      |
| 6.  | 〈다시 한번 기억해줘〉     | 유유진 | 유태준 | 김기하 | 4:11      |
| 7.  | 〈Love For You〉           | 김대희 | 최완희 | 원빈   | 3:42      |
| 8.  | 〈언젠가〉                 | 이재경 | 김형석 | 윤손하 | 4:19      |
| 9.  | 〈Baby〉                   | 김방희 | 김장우 | 강은수 | 3:33      |
| 10. | 〈레디고 2 (Funk)〉        | 김방희 | 최완희 | 김돈규 | 3:33      |
| 11. | 〈Main Theme (Orchestra)〉 |        | 최완희 |        | 7:18      |